# أرييل ماكدونالد
أرييل ماكدونالد مواليد 5 يناير 1972 في هارفي، هو لاعب كرة سلة سلوفيني معتزل. بدأ مسيرته الاحترافية في سنة 1994. يبلغ طوله 6 قدم 3 بوصة (1.9 م). اعتزل اللعب في 2009.

## المسيرة الاحترافية
لعب مع مكابي تل أبيب لكرة السلة من سنة 1999 إلى 2002، ثم لعب مع نادي سانت جوسيب لكرة السلة في الدوري الإسباني من سنة 2005 إلى 2008، ثم لعب مع منز سانا 1871 باسكت في موسم 2008–2009.

## الإنجازات
- الدوري السلوفيني: 1997، 1998، 1999
- كأس سلوفينيا: 1997، 1998، 1999
- كأس اليونان: 2003

## روابط خارجية
- أرييل ماكدونالد على موقع الاتحاد الدولي لكرة السلة (الإنجليزية)
- أرييل ماكدونالد على موقع الدوري الأوروبي لكرة السلة (الإنجليزية)
- أرييل ماكدونالد على موقع الدوري الإسباني لكرة السلة (الإسبانية)
- أرييل ماكدونالد على موقع كرة السلة الأوروبية.كوم (الإنجليزية)
- أرييل ماكدونالد على موقع كلية كرة السلة في سبورتس رفرنس.كوم (الإنجليزية)
- أرييل ماكدونالد على موقع ريلجم (الإنجليزية)
- أرييل ماكدونالد على موقع بروبوليرز (الإنجليزية)
- أرييل ماكدونالد على موقع سبورتس رفرنس (الإنجليزية)